# Гидроклапан
Гидроклапан (гидравлический клапан) — это гидроаппарат, предназначенный для регулирования параметров потока жидкости путём изменения проходного сечения гидроаппарата за счёт изменения положения запорно-регулирующего элемента под воздействием потока жидкости (непосредственно или опосредовано).
Различают гидроклапаны регулирующие и направляющие. Первые из них осуществляют регулирование давления в потоке жидкости, а вторые — пропускают или останавливают поток жидкости при достижении параметрами потока (давления, разности давлений и т. д.) заданных настройками клапана значений.
К регулирующим гидроклапанам относятся:
- предохранительный клапан, который поддерживает давление не выше определённого уровня на входе в гидроклапан; в нормальном положении запорно-регулирующий элемент гидроклапана закрыт, и открывается, только тогда, когда давление на входе в гидроклапан достигнет предельно-допустимого значения (давление срабатывания);
- переливной клапан поддерживает давление на входе в клапан на заданном уровне; в нормальном положении переливной гидроклапан открыт и через него осуществляется постоянный слив части потока рабочей жидкости;
- редукционный клапан поддерживает постоянным давление на выходе из клапана;
- клапан разности давлений поддерживает постоянную разность между давлениями на входе и выходе из клапана;
- клапан соотношения давлений поддерживает постоянным соотношение между давлениями на входе и выходе из клапана.

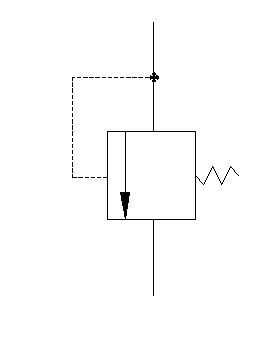
Условное графическое обозначение предохранительного клапана прямого действия
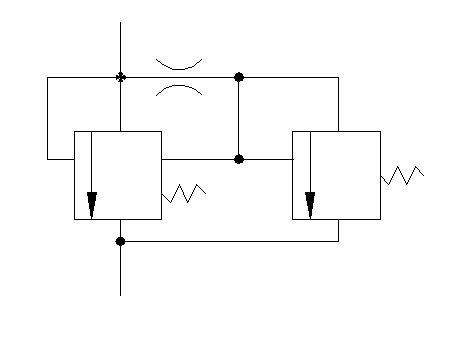
Условное графическое обозначение предохранительного клапана непрямого действия
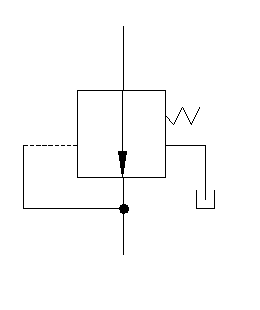
Условное графическое обозначение редукционного клапана
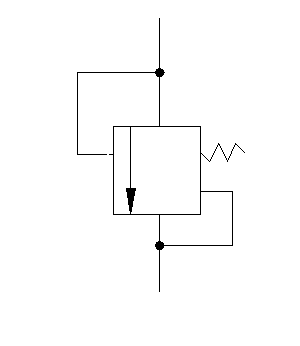
Условное графическое обозначение клапана разности давлений
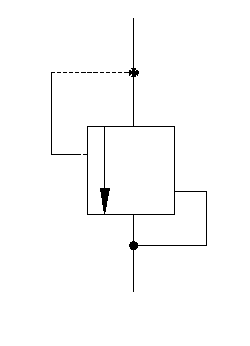
Условное графическое обозначение клапана соотношения давлений

К направляющим гидроклапанам относятся следующие:
- обратный клапан, который пропускает поток жидкости только в одном направлении; функциональное отличие обратного клапана от предохранительного заключается в том, что предохранительный срабатывает только в том случае, когда давление на входе достигает определённого уровня, а обратный клапан срабатывает при любом, даже самом минимальном превышении давления на входе над давлением на выходе из клапана; часто к обратным клапанам относятся гидрозамки;
- клапан последовательности пропускает поток жидкости в том случае, если либо давление на входе в клапан, либо давление в некотором постороннем потоке достигает определённого значения;
- клапан выдержки времени предназначен для пропускания или остановки потока жидкости через определённый промежуток времени.

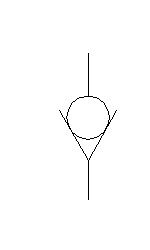
Условное графическое обозначение обратного клапана
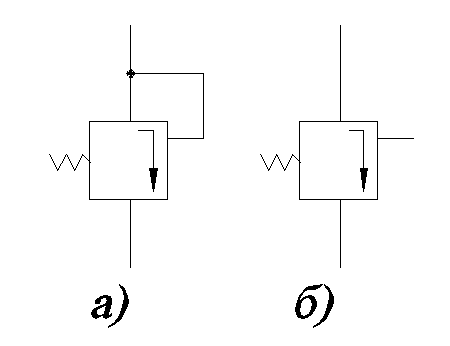
Условное графическое обозначение клапанов последовательности: а)с управлением от входящего потока жидкости; б)с управлением от стороннего потока жидкости

По характеру срабатывания запорно-регулирующего элемента гидроклапаны бывают прямого действия и непрямого действия. Первые срабатывают непосредственно под воздействием потока рабочей жидкости, а вторые — посредством промежуточного регулирующего элемента. Время срабатывания клапана непрямого действия несколько больше времени срабатывания клапана прямого действия